# São José dos Cordeiros
São José dos Cordeiros é um município brasileiro do estado da Paraíba, localizado no Sertão do Cariri (Ocidental) Paraibano e na Região Geográfica Imediata de Sumé. De acordo com o IBGE (Instituto Brasileiro de Geografia e Estatística), no ano de 2009 sua população era estimada em 4 079 habitantes. Área territorial de 418 km².

## Geografia
O município está incluído na área geográfica de abrangência do semiárido brasileiro, definida pelo Ministério da Integração Nacional em 2005.  Esta delimitação tem como critérios o índice pluviométrico, o índice de aridez e o risco de seca.

### Clima
Dados do Departamento de Ciências Atmosféricas, da Universidade Federal de Campina Grande, mostram que São José dos Cordeiros apresenta um clima com média pluviométrica anual de 551,7 mm e temperatura média anual de 23,0 °C.
| Dados climatológicos para São José dos Cordeiros | Dados climatológicos para São José dos Cordeiros | Dados climatológicos para São José dos Cordeiros | Dados climatológicos para São José dos Cordeiros | Dados climatológicos para São José dos Cordeiros | Dados climatológicos para São José dos Cordeiros | Dados climatológicos para São José dos Cordeiros | Dados climatológicos para São José dos Cordeiros | Dados climatológicos para São José dos Cordeiros | Dados climatológicos para São José dos Cordeiros | Dados climatológicos para São José dos Cordeiros | Dados climatológicos para São José dos Cordeiros | Dados climatológicos para São José dos Cordeiros | Dados climatológicos para São José dos Cordeiros |
| Mês                                              | Jan                                              | Fev                                              | Mar                                              | Abr                                              | Mai                                              | Jun                                              | Jul                                              | Ago                                              | Set                                              | Out                                              | Nov                                              | Dez                                              | Ano                                              |
| ------------------------------------------------ | ------------------------------------------------ | ------------------------------------------------ | ------------------------------------------------ | ------------------------------------------------ | ------------------------------------------------ | ------------------------------------------------ | ------------------------------------------------ | ------------------------------------------------ | ------------------------------------------------ | ------------------------------------------------ | ------------------------------------------------ | ------------------------------------------------ | ------------------------------------------------ |
| Temperatura máxima média (°C)                    | 31,4                                             | 30,7                                             | 30,0                                             | 29,3                                             | 28,0                                             | 26,8                                             | 26,7                                             | 28,0                                             | 29,6                                             | 31,4                                             | 32,0                                             | 32,0                                             | 29,7                                             |
| Temperatura média (°C)                           | 24,3                                             | 24,0                                             | 23,6                                             | 23,3                                             | 22,5                                             | 21,4                                             | 21,0                                             | 21,3                                             | 22,4                                             | 23,5                                             | 24,1                                             | 24,4                                             | 23,0                                             |
| Temperatura mínima média (°C)                    | 19,9                                             | 19,9                                             | 19,8                                             | 19,6                                             | 18,9                                             | 17,8                                             | 16,9                                             | 16,8                                             | 17,8                                             | 18,6                                             | 19,3                                             | 19,8                                             | 18,8                                             |
| Precipitação (mm)                                | 23,1                                             | 80,4                                             | 151,8                                            | 152,9                                            | 38,8                                             | 31,3                                             | 33,5                                             | 10,8                                             | 2,9                                              | 1,7                                              | 3,8                                              | 14,0                                             | 551,7                                            |
| Fonte: Departamento de Ciências Atmosféricas.    |                                                  |                                                  |                                                  |                                                  |                                                  |                                                  |                                                  |                                                  |                                                  |                                                  |                                                  |                                                  |                                                  |